# NGC 5882
NGC 5882 = IC 1008 ist die Bezeichnung eines planetarischen Nebels im Sternbild Wolf. NGC 5882 hat einen Durchmesser von 0,33' und eine scheinbare Helligkeit von 9,4 mag.
Der planetarische Nebel NGC 5882 wurde am 27. September 1834 von dem britischen Astronomen John Herschel entdeckt und im Jahre 1894 von Williamina Fleming wiederentdeckt (IC 1108).